# Hunter Reese
Hunter Reese (nació el 11 de enero de 1993) es un tenista estadounidense.
Reese su ranking ATP  más alto de singles fue el número 954, logrado el 24 de octubre de 2016. Su ranking ATP más alto de dobles fue el número 73, logrado el 27 de junio de 2022.
Reese hizo su debut en el cuadro principal de Grand Slam en el Abierto de Estados Unidos 2014 en dobles junto a Peter Kobelt, luego de recibir un wildcard.
Reese hizo su debut en un cuadro principal ATP en el Torneo de Singapur 2021 en el cuadro de dobles.

## Títulos ATP (0; 0+0)

### Dobles (0)
| Leyenda                         |
| Grand Slam (0)                  |
| ATP Wourld Tour Finals (0)      |
| ATP Masters 1000 World Tour (0) |
| ATP World Tour 500 series (0)   |
| ATP World Tour 250 series (0)   |

#### Finalista (1)
| N.º | Fecha               | Torneo    | Superficie | Pareja      | Oponentes en la final        | Resultado        |
| --- | ------------------- | --------- | ---------- | ----------- | ---------------------------- | ---------------- |
| 1.  | 24 de julio de 2021 | Los Cabos | Dura       | Sem Verbeek | Hans Hach Verdugo John Isner | 7-5, 2-6, [4-10] |